# Medicina tradicional vietnamita

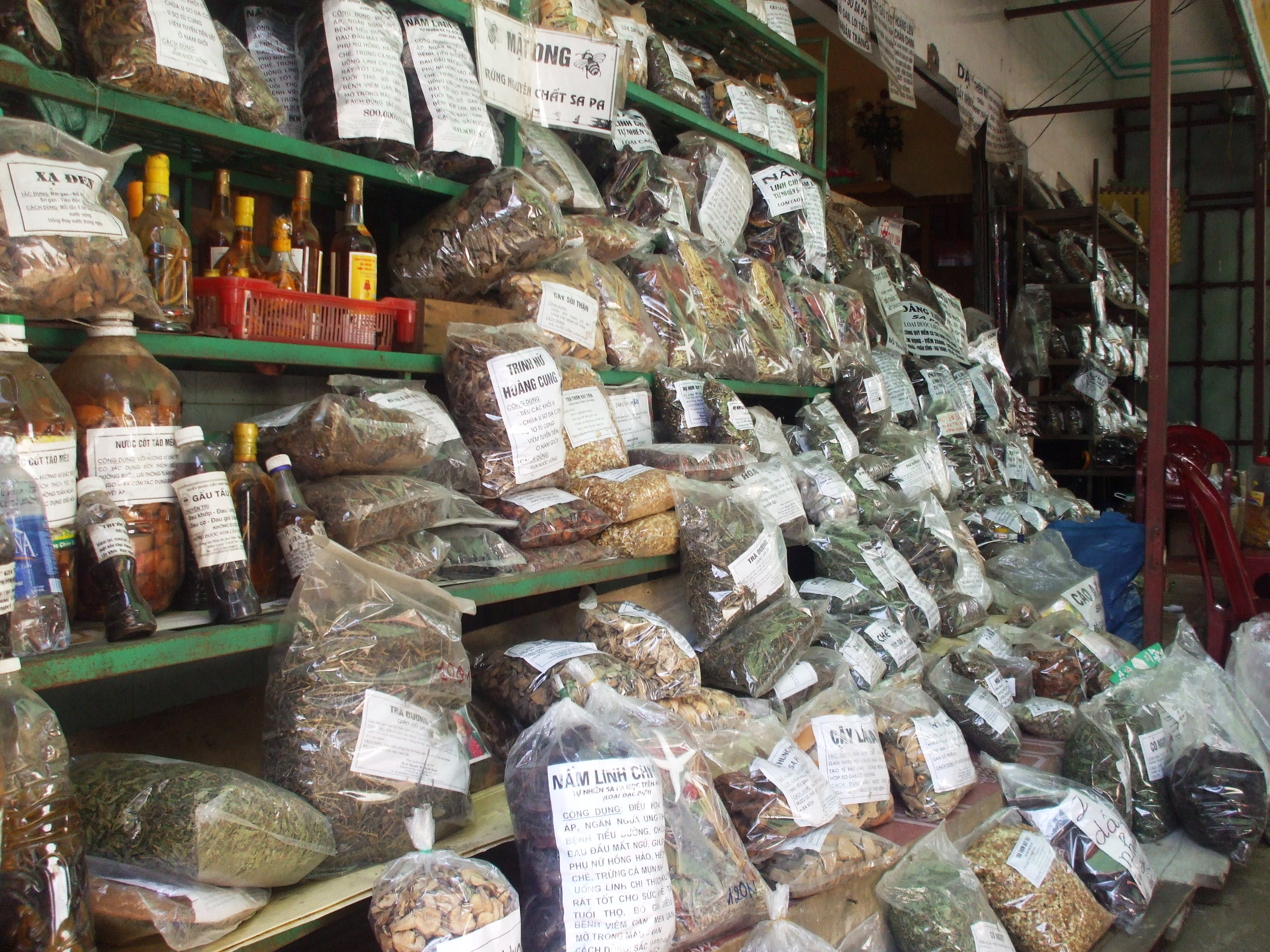
Tienda especializada en Thuốc Nam.

La medicina tradicional vietnamita (en vietnamita: Y học Cổ truyền Việt Nam), también conocida como herboristería sureña, es una medicina tradicional practicada por los habitantes de Vietnam, inspirada en la medicina china tradicional. Thuốc Nam es uno de los métodos de curación tradicionales en Vietnam, el otro es dưỡng sinh, una especie de yoga.

## Principios
La medicina tradicional de Vietnam se diferencia de la medicina tradicional de China en que se basa completamente en ingredientes locales que se utilizan frescos o simplemente secos. No usa decocciones complejas como se puede ver en la práctica china.
A veces se utilizan hierbas o verduras comunes, como el coriandro, el bálsamo, el ojo de buey y el akankong. Este medicamento también utiliza flores como la champak o la sampaguita, que se utilizan por sus propiedades farmacológicas. Raramente se utilizan productos de origen animal como los gusanos de seda.
Además de las preparaciones para ingerir, la medicina tradicional vietnamita también se presenta en forma de ungüentos y cataplasmas. Algunas terapias se basan en vapor (xông hơi).
La enseñanza de la medicina tradicional vietnamita se basa en el budismo, el taoísmo y el confucianismo. Las virtudes morales del aprendiz médico son de gran importancia. Por tanto, el aprendiz estudia las ciencias pero también las artes.

## Textos
Se han escrito varios compendios y tratados sobre el tema de la medicina tradicional vietnamita, como por ejemplo: Nam dược thần hiệu, en 11 volúmenes, escrito en el siglo XIV por el físico Tuệ Tĩnh, y Hải Thượng y tông tam lĩnh, escrito en el siglo XVIII por el físico Hải Thượng Lãng Ông. Otros textos que datan de antes del siglo XX incluyen: Nam dược chỉ danh truyền y Tiểu nhi khoa diễn Quốc âm.[cita requerida]

## Aplicación
El Thuốc Nam se utiliza para la tos o la fiebre. Se han hecho referencia a varias recetas para la viruela en textos históricos.[cita requerida]